# Algoma (Mississipi)
Algoma és una població dels Estats Units a l'estat de Mississipi. Segons el cens del 2000 tenia 508 habitants.

## Demografia
Segons el cens del 2000, Algoma tenia 508 habitants, 203 habitatges, i 156 famílies. La densitat de població era de 29,8 habitants per km².
Dels 203 habitatges en un 33,5% hi vivien nens de menys de 18 anys, en un 61,6% hi vivien parelles casades, en un 13,8% dones solteres, i en un 22,7% no eren unitats familiars. En el 20,7% dels habitatges hi vivien persones soles el 9,4% de les quals corresponia a persones de 65 anys o més que vivien soles. El nombre mitjà de persones vivint en cada habitatge era de 2,5 i el nombre mitjà de persones que vivien en cada família era de 2,9.
Per edats la població es repartia de la següent manera: un 25% tenia menys de 18 anys, un 9,3% entre 18 i 24, un 29,7% entre 25 i 44, un 21,5% de 45 a 60 i un 14,6% 65 anys o més.
L'edat mediana era de 36 anys. Per cada 100 dones de 18 o més anys hi havia 85,9 homes.
La renda mediana per habitatge era de 32.333 $ i la renda mediana per família de 38.250 $. Els homes tenien una renda mediana de 24.625 $ mentre que les dones 18.750 $. La renda per capita de la població era de 13.213 $. Entorn del 10,6% de les famílies i el 15% de la població estaven per davall del llindar de pobresa.

## Poblacions més properes
El següent diagrama mostra les poblacions més properes.